# Ouwster-Nijega
Ouwster-Nijega (Fries: Ousternijegea) is een dorp in de gemeente De Friese Meren, in de Nederlandse provincie Friesland. Ouwster-Nijega ligt tussen Joure en het Tjeukemeer. Ten westen van het dorp loopt de Scharsterrijn en de A6 en ten oosten loopt de Molensloot. Samen met Oldeouwer en Ouwsterhaule vormen de dorpen de zogenaamde Ouwster Trijega (Fries: Ouster Trijegeaën) .
In 2023 telde het dorp 80 inwoners. Het dorp bestaat uit verspreide huizen aan de Jetze Veldstraweg.

## Geschiedenis
Het element Nijega duidt op op een nieuw dorp  in de streek de Ouwer. Vanaf de 16e eeuw werd het dorp vermeld als Oester Nyegae, Austernyga, Austernyeghae, Oustra Nygha en Austra Nyga.
Ouwster-Nijega heeft enige tijd een eigen kerk gehad. Deze kerk had geen toren en is ergens in de eerste helft van de 18e eeuw afgebroken. Op diens plek staat wel een van de klokkenstoelen in Friesland. 
In de 18e eeuw werd de Trijegaasterpolder ingepolderd en een eeuw later werd de polder verveend en in cultuur gebracht. Er ontstonden nieuwe landerijen en kwamen er nieuwe huizen aan de dijk, de huidige Jetze Veldstraweg. De oorspronkelijke weg en bebouwing iets oostelijker verdween geleidelijk.
Tot de gemeentelijke herindeling van 1 januari 1984 maakte Ouwster-Nijega deel uit van de gemeente Doniawerstal, waarna het onderdeel werd van de gemeente Skarsterlân. Sinds 2014 maakt het deel uit van de gemeente De Friese Meren.
De Gietersen, verveners uit Giethoorn, namen hun Gieterse variant het Stellingwerfs Nedersaksisch mee naar het dorp. Tot minstens de jaren 50 werd dit Gieters in het dorp gesproken.

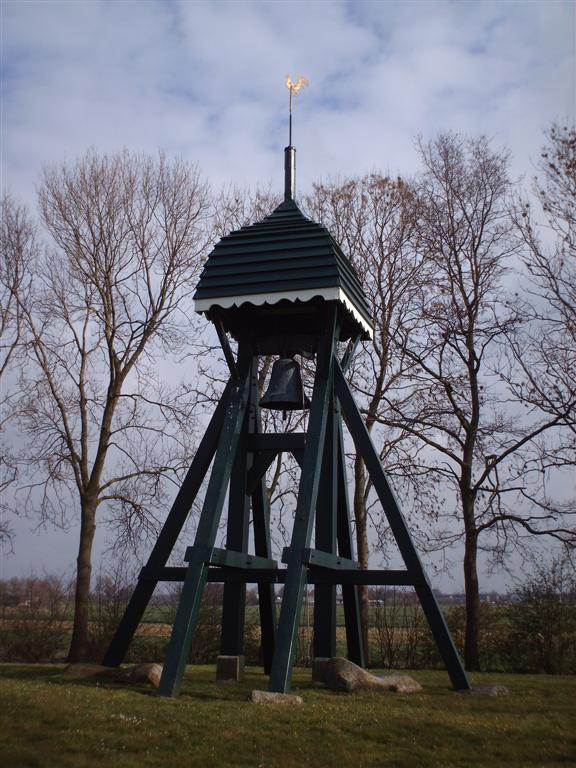
Klokkenstoel